# Isla Sesambre
La isla Sesambre, también denominada islote Sesambre, es una pequeña isla de Chile perteneciente a la parte sudoriental del archipiélago de Tierra del Fuego, en el extremo austral de América del Sur. 

## Características geográficas

La isla Sesambre es la que se encuentra junto a la isla Terhalten, ambas al noreste del archipiélago de las islas Wollaston.

La isla Sesambre es un territorio insular, situado en el sector sudeste del archipiélago de Tierra del Fuego. Administrativamente, forma parte de la provincia Antártica Chilena, en la Región de Magallanes y de la Antártica Chilena, Se ubica dentro del Parque Nacional Cabo de Hornos y de la «Reserva de Biosfera Cabo de Hornos». Posee un clima oceánico subpolar, frío y húmedo todo el año, con fuertes vientos, generalmente del cuadrante oeste. Presenta costas escarpadas, golpeadas por las olas del mar de la Zona Austral. 

### Situación geográfica
Esta isla se encuentra en el sector este de la bahía Nassau, la cual se extiende con sus aguas abiertas, mayormente sin islas interiores, en dirección oeste. La isla más próxima a la isla Sesambre es la isla Terhalten, a pocos kilómetros hacia el noroeste. Al noroeste de Sesambre se encuentra la isla Navarino y al norte la isla Lennox, ambas son notablemente mayores. Hacia el sudoeste el archipiélago de las islas Wollaston, en la margen opuesta de la bahía Nassau. Hacia el sudeste se sitúan las islas Evout, las cuales separan a la isla Sesambre de las aguas abiertas del océano Atlántico sur.

### Asignación oceánica
La ubicación oceánica de la isla Sesambre fue objeto de debate. Según la Argentina es una isla atlántica al estar al este de la longitud fijada por el cabo de Hornos. En cambio, según la tesis denominada Delimitación natural entre los océanos Pacífico y Atlántico Sur por el arco de las Antillas Australes, se incluye en el océano Pacífico Sur; esta teoría, es la postulada como oficial por Chile, el país poseedor de su soberanía. La opinión de la OHI parece concordar con la argumentación argentina.

## Historia
La soberanía de la isla Sesambre fue reclamada por la Argentina como parte de la disputa limítrofe denominada Conflicto del Beagle, hasta la resolución del diferendo en 1984 con la firma del Tratado de Paz y Amistad entre la Argentina y Chile, donde esta la isla Sesambre quedó definitivamente dentro del área reconocida como de soberanía chilena.